# Тунгуска (Цілком таємно)

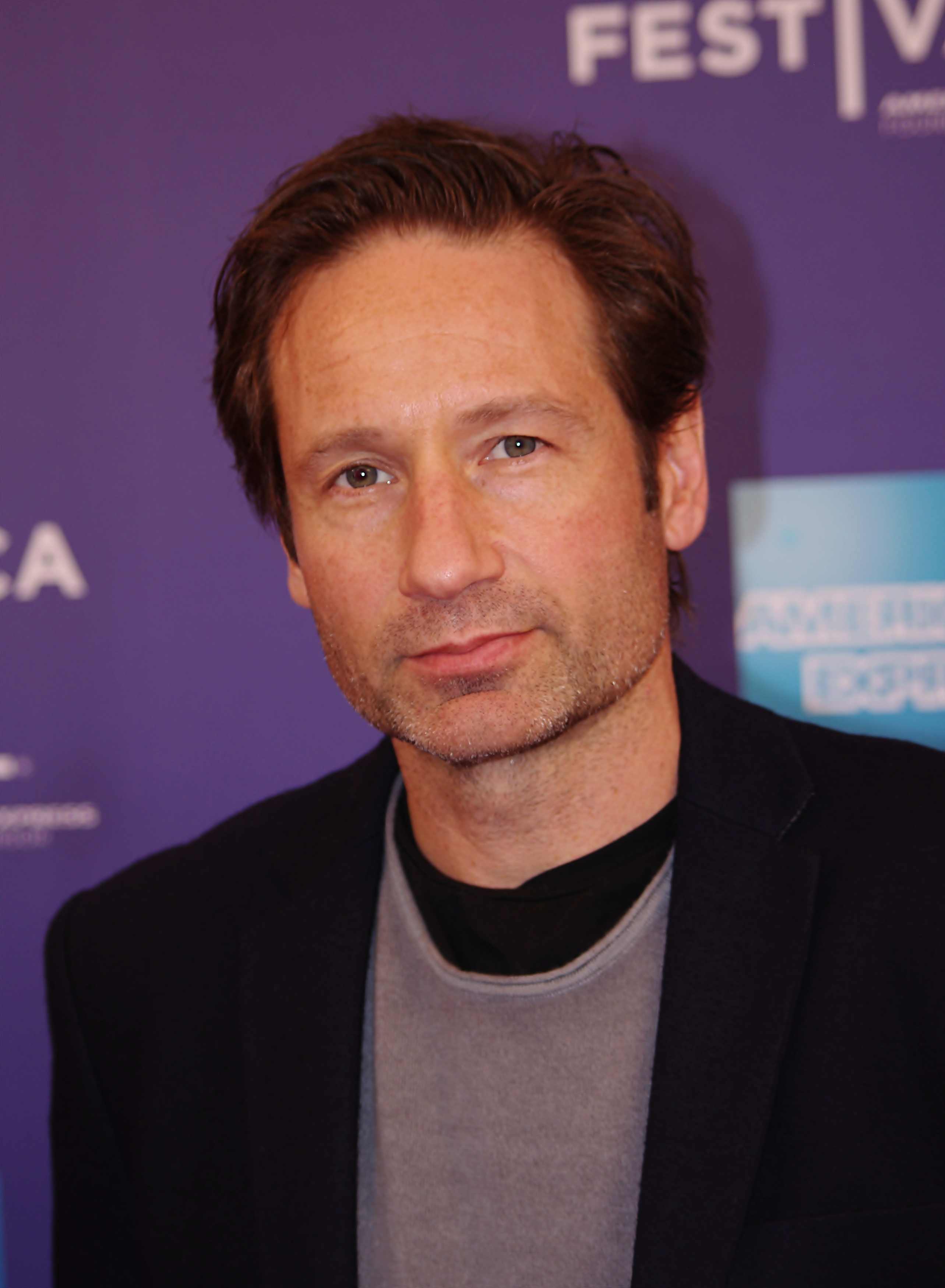

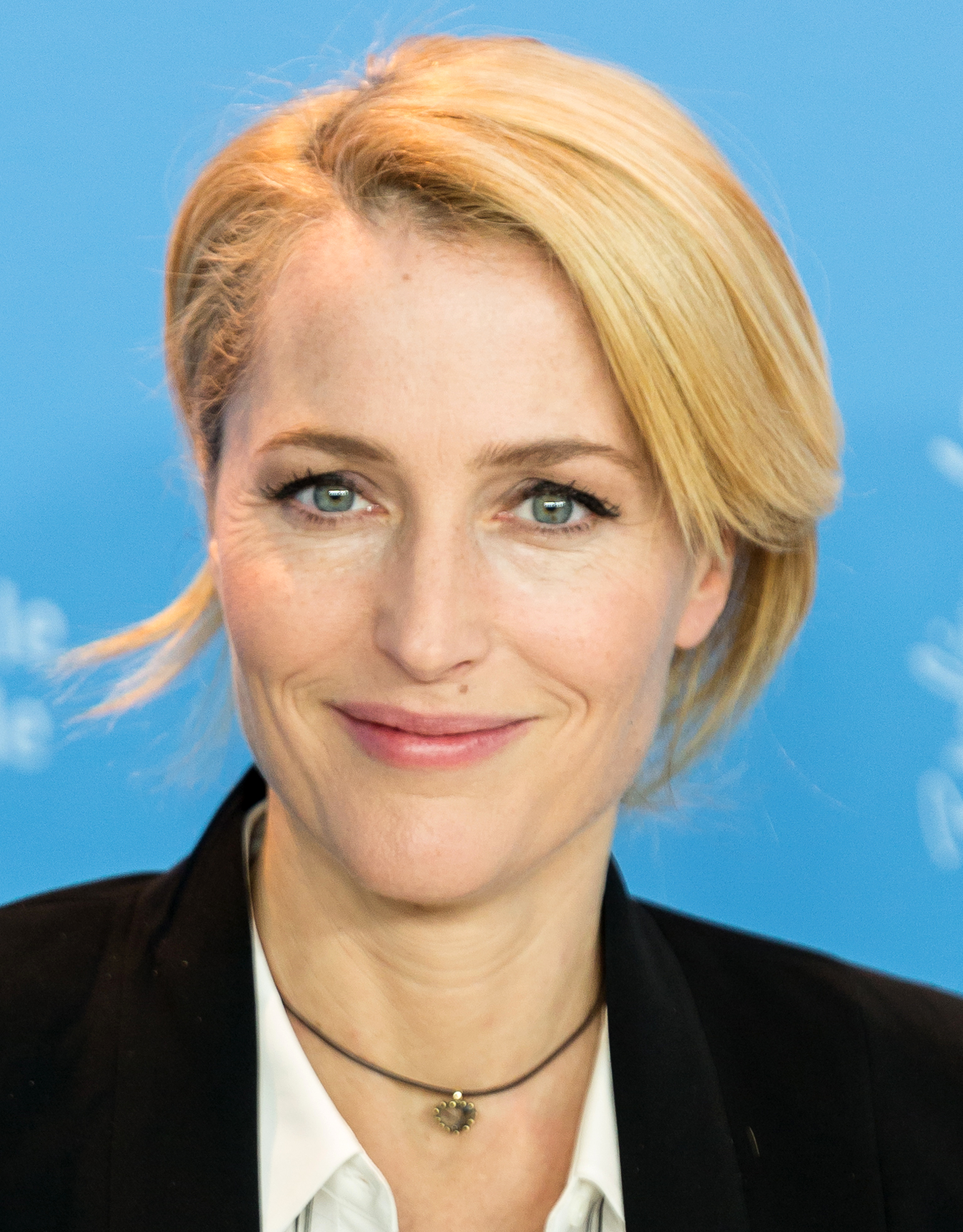

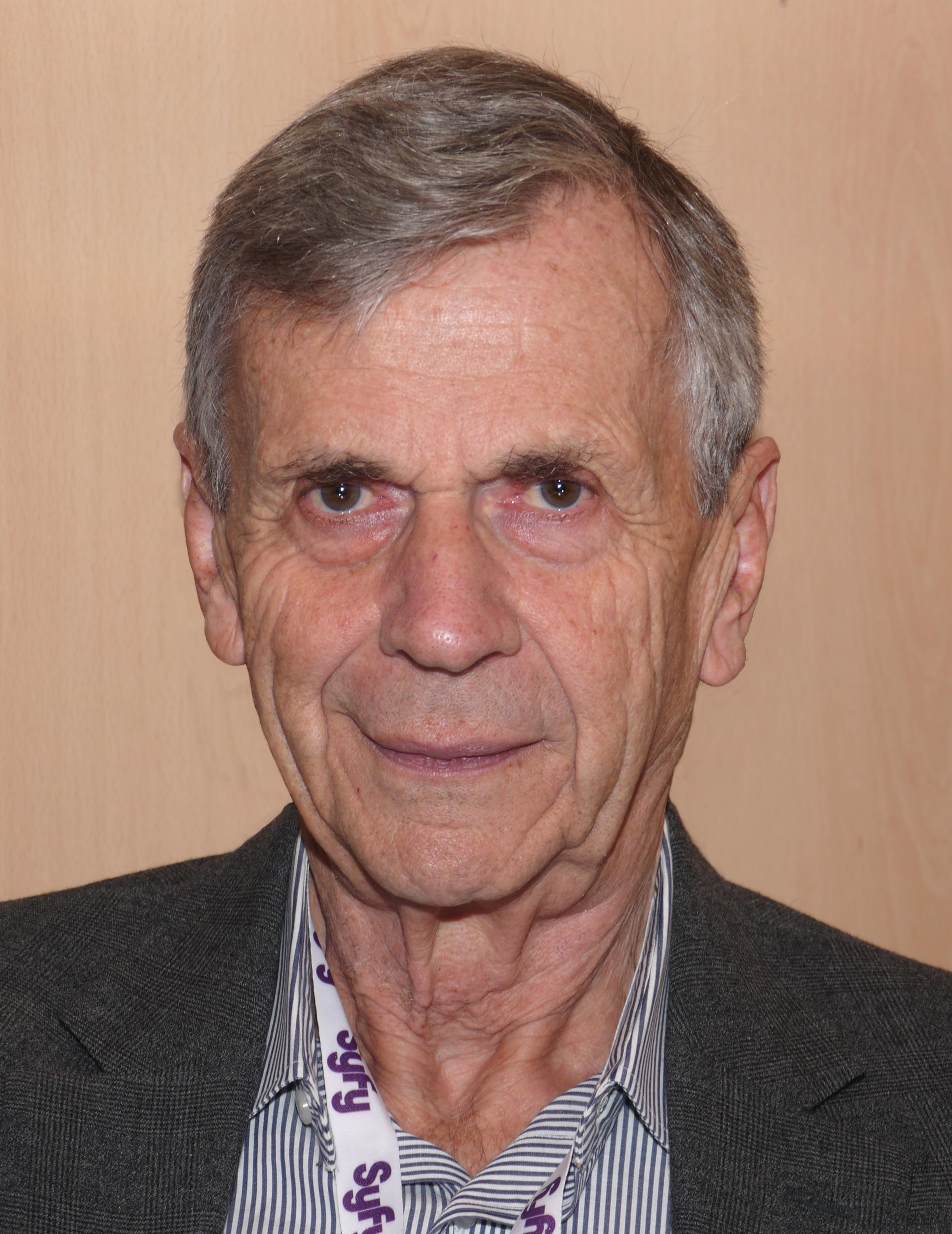

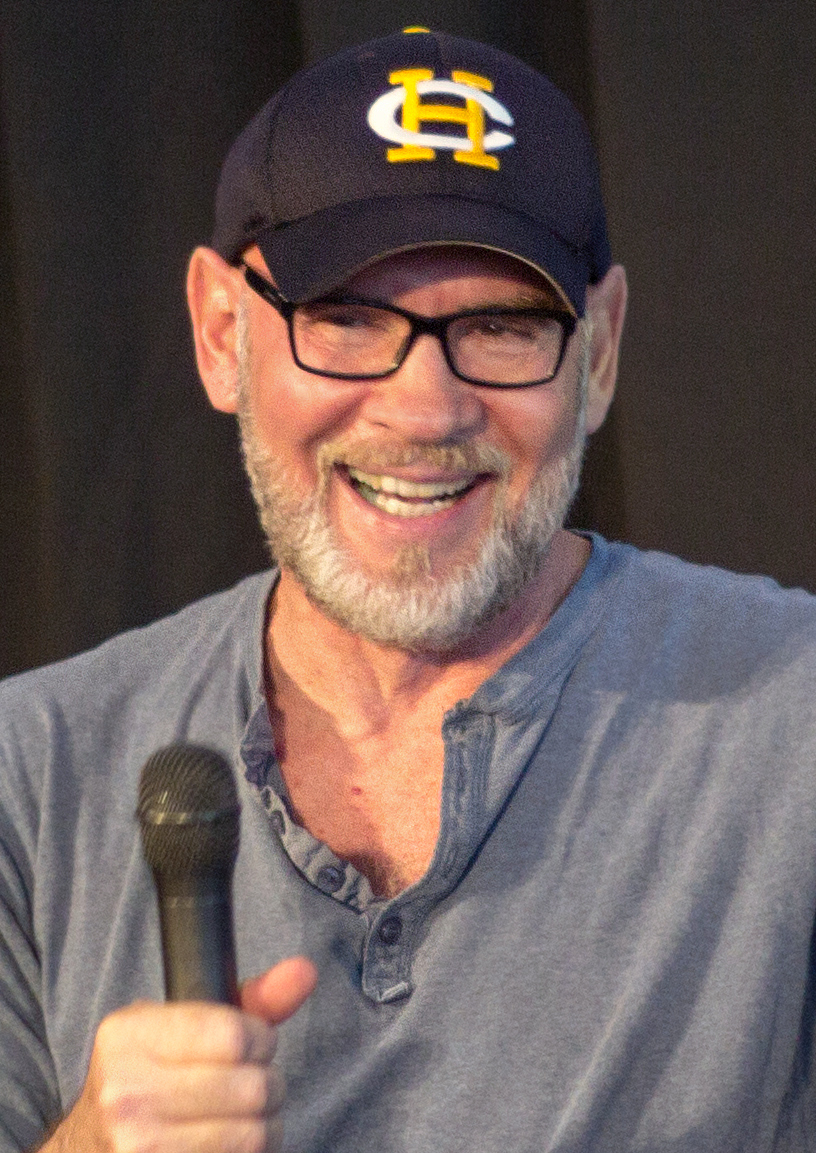

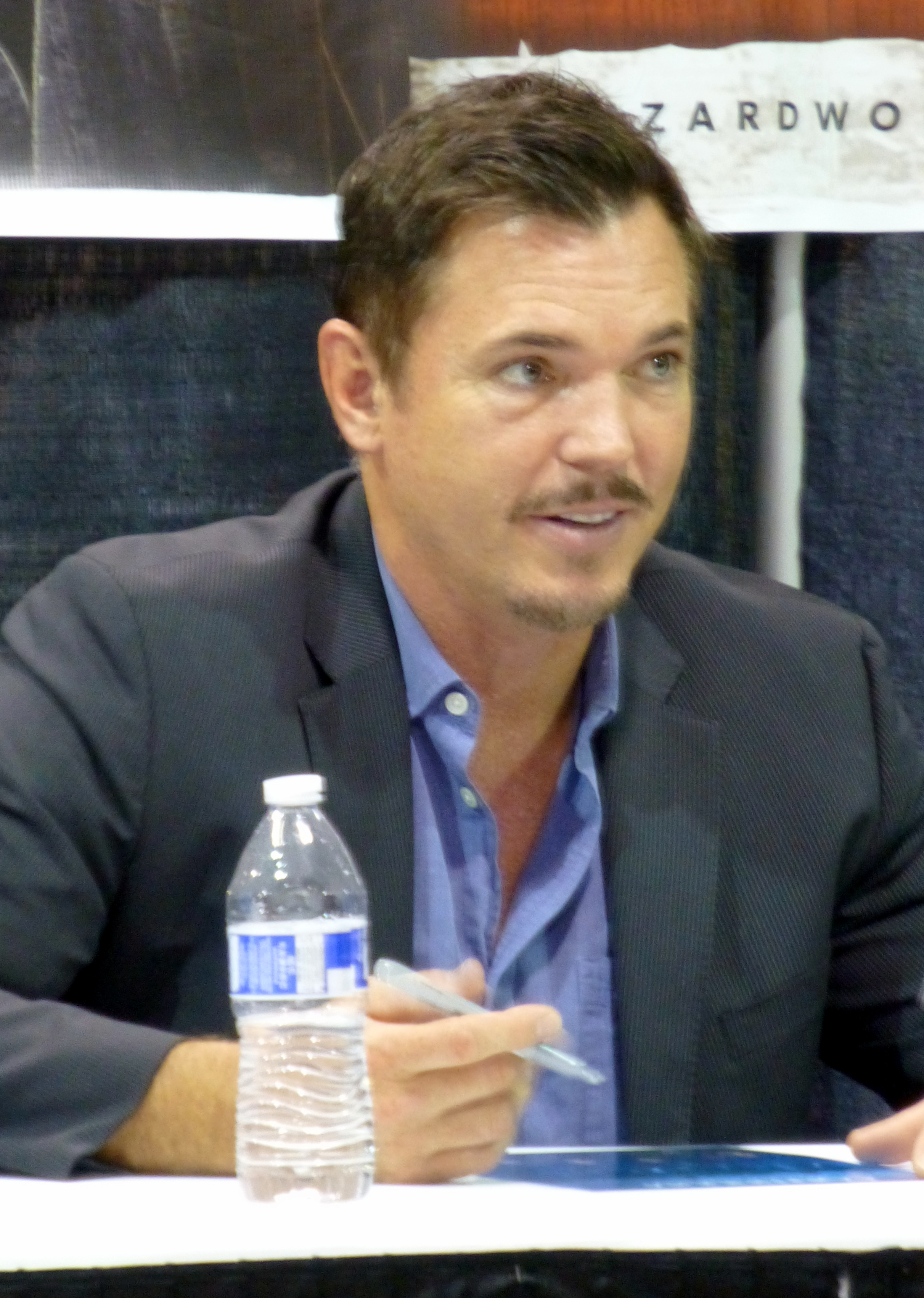

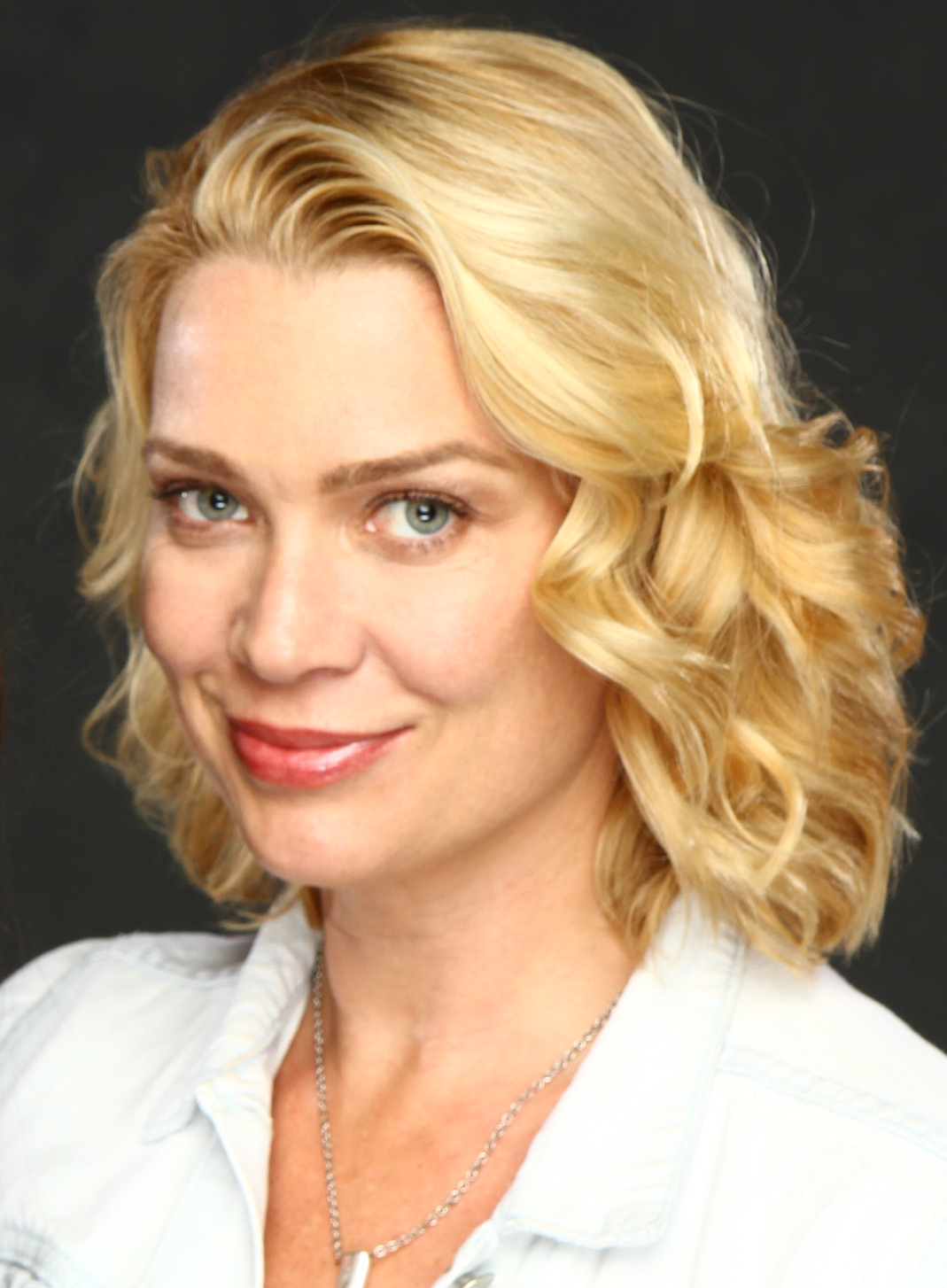

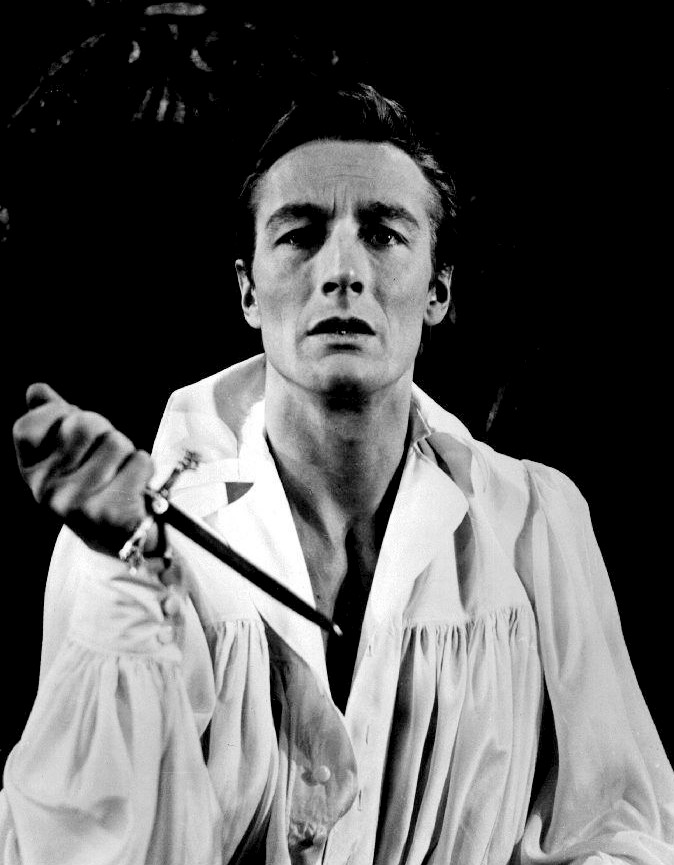

Тунгуска (Tunguska) — восьма серія четвертого сезону американського науково-фантастичного телевізійного серіалу «Цілком таємно». Прем'єра в мережі «Фокс» відбулася 17 листопада 1996 року.
Епізод відноситься до «міфології серіалу».
Серія за шкалою Нільсена отримала рейтинг домогосподарств «Нільсена» 12,2, його переглянули 18,85 мільйонів людей у своєму початковому ефірі.
Агент Фокс Малдер їде до Росії, щоб дослідити джерело забруднення «чорною олією». Дейна Скаллі та Волтер Скіннер викликаються на слухання Сенату США про місцеперебування Малдера. Це епізод з двох частин, сюжет продовжується в наступній серії — «Терма».
Натхнення для створення «Тунгуски» дали повідомлення про докази позаземного життя, можливо, знайденого в метеориті Allan Hills 84001, а обстановка ГУЛАГу була спричинена роботами Олександра Солженіцина. Ця історія запропонувала письменникам «Цілком таємно» можливість розширити масштаби міфології серіалу в усьому світі.

## Зміст
Епізод починається посередині інформацією щодо Дейни Кетрін Скаллі, коли вона викликається перед сенатською комісією з питань відбору, де її розпитують про місцеперебування Фокса Малдера. Скаллі відмовляється відповідати на запитання комітету і намагається прочитати заяву, яка підтверджує змову всередині уряду. Сенатор Соренсон погрожує утримувати під вартою Скаллі за неповагу до Конгресу.
За десять днів до того в аеропорту Гонолулу кур'єр, який повертається з Грузії, обшукується митниками. Один з офіцерів виймає скляний контейнер із портфеля кур'єра і випадково розбиває його, піддаючи обидвох впливу чорної оліїстої рідини. Тим часом у Нью-Йорку в районі Квінз Малдер та Скаллі беруть участь у рейді ФБР проти терористичної групи. Групу закидують димовими гранатами; починається стрілянина. Одна автівка намагається втекти — у ній був й Алекс Крайчек, якого терористи мали вбити в ракетній шахті, де він потрапив у пастку. Крайчек виступив проти Курця, і каже недовірливим агентам, що він може допомогти викрити його.
Крайчек веде агентів до міжнародного аеропорту Даллеса, де вони намагаються затримати другого кур'єра, який перевозив дипломатичну сумку з Росії. Кур'єр при наближенні Скаллі втікає. У гонитві через аеропорт він скидає сумку перед тим, як втекти. Сумка містить якийсь непримітний камінь. Малдер уночі приходить до Скіннера та передає йому на переховування Крайчека. Скіннер гамселить Крайчека та приковує на балконі. Камінь проаналізовано в НАСА у Центрі космічних польотів імені Ґоддарда. Доктор Сакс, науковець НАСА, каже Малдеру та Скаллі, що камінь є доісторичним фрагментом метеориту, який може містити скам'янілі чужорідні бактерії.
До Скіннера на вулиці звертається Курець, який вимагає повернути дипломатичну сумку. Скіннер відмовляється видати інформацію. Якийсь агент проникає в квартиру Скіннера і шукає сумку — його бачить прикований на балконі Крайчек. Крайчеку вдається скинути його з балкона.
Тим часом в Гонолулу затримують ще одного кур'єра з грузинською візою із зразком токсичного ґрунту. Тим часом доктор Сакс розрізає фрагмент, але під час різання оліїста рідина бризкає на нього. Організм проникає в костюм хімічного захисту вченого і приводить його до стану коми. Коронери везуть тіло загиблого; Скіннеру повідомляють — на його балконі висів якийсь чоловік. Крайчек повідомляє Малдеру, кого він скинув з балкона. Малдер їде до Нью-Йорка, щоб відвідати Маріту Коваррубіас, яка виявляє, що фрагмент походить з Красноярського краю і відправлений з Норильська та надає документи, необхідні для подорожі туди. Малдер неохоче бере із собою Крайчека, який вільно володіє російською мовою (його батьки — емігранти часів «холодної війни»). Скаллі з ще одним лікарем оглядають Сакса; перебуваючи в коматозному стані та не дихаючи, він мимовільно здригається.
У Шарлотсвіллі (штат Вірджинія) Курця вислуховує Добре доглянутий чоловік та дізнається про мандри Малдера. Добре доглянутий чоловік шпетить Курця. Скіннер та агенти викликаються в суд, щоб з'явитися перед сенатором Соренсоном через зниклу дипломатичну пошту; коли Скіннер запитує Скаллі про місце перебування Малдера, вона не відповідає.
Тим часом Малдер і Крайчек проходять по красноярських лісах, Фокс теоретично стверджує, що фрагмент може бути пов'язаний з Тунгуським вибухом, таємничим космічним впливом, який стався в цьому районі 1908 року. Два чоловіки стикаються з робочим табором ув'язнених, їх захоплюють наглядачі і кидають в ГУЛАГ.
Скіннер і Скаллі зустрічаються з сенатором Соренсоном в канцелярії Сенату, який розпитує їх про смерть кур'єра та місцезнаходження Фокса. Малдер розмовляє з ув'язненим, який каже йому, що невинних людей узяли в полон і привезли сюди, щоб проводити експерименти. Відразу після цього охоронці увірвались до кімнати та вкололи Малдера шприцом. Коли Фокс прокидається, він перебуває у великій кімнаті, обплутаний дротом разом з десятками інших в'язнів. Чорна масляниста рідина з крана тече на його обличчя. Малдер в комі, у його очах ворушиться чорна рідина.
Тут тільки біль та страждання

## Створення
«Тунгуска» та її продовження «Терма» були задумані письменниками, коли вони намагалися створити кінополотно, пов'язане з радянськими «гулагами». Це призвело до ідеї, що росіяни експериментували окремо від Синдикату, щоб створити вакцину проти «чорної олії». Письменник серіалу Джон Шибан вважав доброю ідеєю створити історію, подібну до гонки озброєнь між США та Росією, оскільки «холодна війна» закінчилася за кілька років до того. Ідея змови з глобальним охопленням вперше була розвинута у другому сезоні серіалу, і відчувалося, що ця історія є доброю можливістю для розширення теми. Натхненником нафтомісних гірських порід стало повідомлення NASA про можливі докази позаземного життя в метеориті Аллан-Хіллз 84001. Сцени в радянськоиу концтаборі базувались на книгах Олександра Солженіцина «Архіпелаг ГУЛАГ» та «Один день Івана Денисовича».
Сцена за участю нальоту SWAT на терористичний осередок, в якому знаходиться Алекс Крайчек, була знята за одну ніч трьома знімальними групами, що працювали одночасно. До ранку лише чотири з шістдесяти потрібних кадрів не були зняті, пізніше вони були виконані на звуковій сцені. Додаткові сцени, зняті для епізоду, із зображенням Курця та Добре доглянутого чоловіка, були викреслені через часові обмеження. Сцена, в якій Скаллі інформує Скіннера про події епізоду, також була скорочена. Батько Девіда Духовни був присутній під час постановки епізоду.

## Сприйняття
«Тунгуска» отримала переважно позитивні відгуки критиків, Entertainment Weekly оцінив епізод на A-, відзначивши сюжетну лінію «гонки озброєнь». SFScope оцінив серію в 5 з 5 й виділив «підтягнуту сюжетну лінію» та «добру спрямованість». The A.V. Club оцінив епізод на «B», зазначивши, що перехід у глобальний масштаб зіпсував загальну актуальність серіалу.

## Знімались
| Актор             | Роль                     |
| ----------------- | ------------------------ |
| Девід Духовни     | Фокс Малдер              |
| Джилліан Андерсон | Дейна Скаллі             |
| Мітч Піледжі      | Волтер Скіннер           |
| Ніколас Ліа       | Алекс Крайчек            |
| Вільям Брюс Девіс | Курець                   |
| Джон Невілл       | Добре доглянутий чоловік |
| Лорі Голден       | Маріта Коваррубіас       |
| Брендан Бейзер    | агент Пендрелл           |
| Фріц Вівер        | сенатор Соренсон         |
| Малкольм Стюарт   | доктор Сакс              |
| Кемпбелл Лейн     | голова комітету          |
| Стефан Арнгрім    | ув'язнений               |
| Брент Стейт       | Тімоті Мейх'ю            |
| Енді Томпсон      | другий митник            |